# 誕生花
誕生花（たんじょうか）または誕生日の花は、生まれた月または月日にちなんだ花のこと。
古来から花や木などの植物には神秘的な力が宿ると考えられており、神々や暦と関連付けられたものと考えられている。しかし誕生花そのものの概念・起源や、誰が決定しているのかなど、その由来は国や地域によって諸説分かれており、根拠とする神話や伝承、風習、開花時期等により、どの月日にどの花が割り当てられているかはまちまちである。

## 誕生月の花
誕生月と花を結びつける習慣は、ローマ時代にグレゴリオ暦を採用した頃からあって、それを踏襲する「フランス誕生月の花」（Fleur de naissance）などもある。これに習って「日本誕生月の花」を提唱する人たちもいる。

## NHK番組
誕生月でなく、誕生日（月日）と花を結びつけるのは、NHKが番組「ラジオ深夜便」で早朝に、その日の「誕生日の花と花言葉」を発表しているので日本で広まったもので、NHKは毎年10月には翌年の『ラジオ深夜便 誕生日の花カレンダー』も発行している。
ただし、誕生日と具体的な花をどのように結びつけたかは、一切発表されていない。

## 誕生日の花の一例
誕生日の花とされる花々の一例を以下に記す。

### 1月
- 1月1日…福寿草[7][8]・マツ(アカマツ、クロマツ)[9][10]・椿（白）[11]・スノードロップ[12]
- 1月2日…ロウバイ[8]・椿（赤）[13]・水仙（黄）[14]
- 1月3日…マツ[8]・スイセン[15]（白）・サフラン[16]
- 1月4日…デージー（白）[8]・ヒヤシンス（白）[17]・スイセン[18]（白）
- 1月5日…クロッカス[8]・ミスミソウ[19]
- 1月6日…スミレ（ピンク）[8]・スミレ（白）[20]・カンガルーポー[21]（Anigozanthos）
- 1月7日…ヒヤシンス（赤）[8]・蝦夷スズシロ（Erysimum cheiranthoides）[22]・チューリップ（白）[23]
- 1月8日…モクレン[8]・マンサク[24]・スミレ（紫）[25]
- 1月9日…ヒトリシズカ[8]・スミレ[26]（黄）[27]
- 1月10日…レンギョウ[8]・フリージア[28]・ツゲ[29]
- 1月11日…ミスミソウ[8]・カーネーション（ピンク）[30]・ニオイヒバ[31]の花
- 1月12日…キンセンカ（黄）[8]・福寿草[32]・ニワナズナ[33]
- 1月13日…スイセン[34]（白）[8]・ラッパスイセン[35]
- 1月14日…サフラン[8]・シクラメン[36]・シンビジューム[37]
- 1月15日…スミレ（白）[8]・ハリエニシダ[38]・トゲ[39]
- 1月16日…ジンチョウゲ[8]・キンギョソウ[40]・ヒヤシンス（黄）[41]
- 1月17日…シンビジューム[8]・スイバ[42]
- 1月18日…サンシュユ[8]・プリムラ[43]・パフィオペディルム[44]
- 1月19日…スイセン（黄）[8]・コンロンカ[45]・マツ[46]
- 1月20日…スハマソウ[8]・ラナンキュラス[47]
- 1月21日…ユキヤナギ[8]・ローズマリー[48]・キヅタ[49]（Ivy）
- 1月22日…アネモネ[8]・キャラウェイ[50]
- 1月23日…ネコヤナギ[8]・スノーフレーク[51]・ガマ[52]の花
- 1月24日…ハナキリン[8]・サフラン[53]
- 1月25日…ツバキ（白）[8]・ハコベ[54]・ミミナグサ[55]
- 1月26日…ヒヤシンス（白）[8]・アマリリス[56]・オジギソウ[57]
- 1月27日…デージー（紫）[8]・ホルトソウ[58]・ナナカマド[59]
- 1月28日…ネモフィラ[8]・ハツユキソウ[60]・黒ポプラ[61]
- 1月29日…コブシ[8]・ラナンキュラス[62]・コケ[63]
- 1月30日…ムスカリ[8]・キンリュウカ[64]
- 1月31日…マンサク[8]・チューリップ（赤）[65]・クロッカス[66]・サフラン（黄）[67]

### 2月
- 2月1日…マーガレット[8]・梅[68]・サクラソウ[69]
- 2月2日…フリージア（白）[8]・スノードロップ[70]・ボケ[71]の花
- 2月3日…ツバキ（赤）[8]・セツブンソウ[72]・タネツケバナ[73]
- 2月4日…ボケ[8]・ヒトリシズカ[74]・サクラソウ（赤）[75]
- 2月5日…サクラソウ[8]・オキナグサ[76]・シダ[77]
- 2月6日…スミレ（黄）[8]・ハマベンケイソウ[78]・イワレンゲ[79]
- 2月7日…ウメ[8]・ヒヤシンス(青)[80]・ワスレナグサ[81]
- 2月8日…ストック（ピンク）[8]・ユキノシタ[82]
- 2月9日…ゼンマイ[8]・ギンバイカ[83]
- 2月10日…エリカ[8]・沈丁花[84]
- 2月11日…カルミヤ[8]・ガーベラ[85]
- 2月12日…プリムラマラコイデス[8]・レンギョウ[86]・キツネノマゴ[87]
- 2月13日…イワレンゲ[8]・エーデルワイス（セイヨウウスユキソウ）[88]
- 2月14日…フリージア（黄）[8]・アカシア（黄）[89]
- 2月15日…ジャスティシア[8]・ミツマタ[90]・スギノハ[91]
- 2月16日…ラッパスイセン[8]・セントポーリア[92]・月桂樹[93]
- 2月17日…スノーフレーク[8]・野の草[94]・ボケ[95]
- 2月18日…キンギョソウ[8]・キンポウゲ[96]
- 2月19日…プリモアポリアンサス[8]・木蓮[97]・オーク[98]の花
- 2月20日…ストック（紫）[8]・カルミア[99]
- 2月21日…スミレ（紫）[8]・ミツマタ[100]・ネモフィラ[101][102]
- 2月22日…フリージア（赤）[8]・寒白菊[103]・ローダンセ[104]・ムクゲ[105]
- 2月23日…ヒロスムポピー[8]・黄梅[103]・コブシ[106]・アンズ[107]・ジンチョウゲ[108]
- 2月24日…アマリリス[8]・黄連[109]・桜草[110]・ツルニチニチソウ[111]
- 2月25日…ラナンキュラス[8]・寒緋桜[112]・ユッカ[113]
- 2月26日…ローダンセ[8]・アドニス[114]・福寿草[115]
- 2月27日…ワビスケ（ピンク）[8]・クロッカス[112]・マドンナリリー[116]
- 2月28日…ゲッケイジュ[8]・ヘリクリサム[117]
- 2月29日…シュンラン[8]・ワスレナグサ[118]・ハマカンザシ[119]

### 3月
- 3月1日…プリムラオプコニカ[8]・アイスランドポピー[120]
- 3月2日…ストック（赤）[8]・キンポウゲ[121]・ヤグルマギク[122]
- 3月3日…モモ[123][124]（ピンク）[8]・レンゲソウ[125]
- 3月4日…アイスランドポピー[8]・ラズベリー[126]
- 3月5日…モモ（白）[8]・ヤグルマギク[127][128]
- 3月6日…チューリップ（赤）[8]・デージー[129][130]
- 3月7日…ストック（白）[8]・ニリンソウ[131]・タネツケバナ[132]
- 3月8日…チューリップ（白）[8]・クリ[133][134]
- 3月9日…アザレア（白）[8]・アセビ[135]・カラマツ[136]
- 3月10日…スプレーカーネーション[8]・ニレ[137][138]
- 3月11日…ハナビシソウ[8]・チコリ[139]・キクニガナ[140]
- 3月12日…エニシダ[8]・シラカンバ[141]
- 3月13日…チューリップ（黄）[8]・カンゾウ[142]
- 3月14日…キャンディタフト[8]・チューリップ（まだら）[143]・アーモンド[144]
- 3月15日…スイートピー（白）[8]・レースフラワー[145]・ヘムロック[146]
- 3月16日…ハナズオウ[8]・スペアミント[147]
- 3月17日…カルセオラリア[8]・ルピナス[148]
- 3月18日…アイリス[8]・ハナミズキ[149]・アスパラガス[150]・クチナシ[151]
- 3月19日…アザレア（ピンク）[8]・ケシ[152]
- 3月20日…スイートピー（ピンク）[8]・チューリップ（黄）[153](紫)[154]
- 3月21日…イカリソウ[8]・マダガスカルジャスミン[155]・サクララン[156]
- 3月22日…アザレア（赤）[8]・チューリップ[157]・ゼニアオイ[158]
- 3月23日…タンポポ[8]・デルフィニウム[159]・グラジオラス[160]
- 3月24日…カラマツ[8]・カリフォルニアポピー[161]・ハナビシソウ[162]
- 3月25日…アルストロメリア[8]・ジャケツイバラ[163]・つる性植物[164]
- 3月26日…ハナカイドウ[8]・ハナニラ[165]・サクラソウ（白）[166]
- 3月27日…ゼニアオイ[8]・ジギタリス[167]・カルセオラリア[168]
- 3月28日…ツゲ[8]・ヤマブキ[169]・花エンジュ[166]
- 3月29日…バイモユリ[8]・タンポポ[170]・ゴボウ[171]の花
- 3月30日…サクランボ[8]・アルメリア[172]・エニシダ[173]
- 3月31日…イチゴ[8]・ルリジサ[174]・ニゲラ[175]

### 4月
- 4月1日…ソメイヨシノ[8]・サクラ[176]
- 4月2日…ミヤコワスレ[8]・四葉のクローバー[177]・アネモネ[178]（白）
- 4月3日…アスター[8]・水仙（黄）[179]
- 4月4日…カスミソウ（白）[8]・アネモネ（赤）[180]
- 4月5日…ワスレナグサ（青）[8]・イチジク[181]
- 4月6日…キンレンカ[8]・福寿草[182]・アネモネ[183]
- 4月7日…アカツメクサ[8]・アジアンタム[184]・クロッカス[185]
- 4月8日…リンゴ[8]・チューリップ（ピンク）[186]
- 4月9日…ヤマブキ[8]・サクラ[187]・パンジー[188]
- 4月10日…イチジク[8]・ツルニチニチソウ[189]
- 4月11日…ヤグルマソウ[8]・ハナシノブ[190]
- 4月12日…カスミソウ（ピンク）[8]・モモ[191]
- 4月13日…レンゲソウ[8]・ペルシャギク[192]
- 4月14日…ウツギ[8]・アサガオ（白）[193]・セイヨウヒルガオ[194]（白）
- 4月15日…ワスレナグサ（白）[8]・ハクサンチドリ[195]
- 4月16日…レンゲツツジ[8]・グロリオーサ[196]・チューリップ[197]（斑入リ）
- 4月17日…カキツバタ[8]・キショウブ[198]
- 4月18日…スターチス（ピンク）[8]
- 4月19日…キショウブ[8]
- 4月20日…シャガ[8]
- 4月21日…クロタネソウ[8]
- 4月22日…ギボウシ[8]
- 4月23日…ニワゼキショウ[8]・カンパヌラ[199]
- 4月24日…オレンジ[8]・ゼラニウム[200]
- 4月25日…ハハコグサ[8]・バイモ[201]
- 4月26日…アズマギク[8]
- 4月27日…オキナグサ[8]・スイレン[202]（白）
- 4月28日…ヒメハギ[8]・サクラソウ(赤)[203]
- 4月29日…スターチス（黄）[8]・
- 4月30日…ナシ[8]・キングサリ[204]

### 5月
- 5月1日…エーデルワイス[8]・スズラン[205][206]
- 5月2日…フクシア[8]
- 5月3日…スズラン[8]・タンポポ[207]
- 5月4日…スターチス（紫）[8]
- 5月5日…カラー（白）[8]
- 5月6日…オダマキ[8]
- 5月7日…ボタン[8]
- 5月8日…ハナショウブ[8]・スイレン[208][209]（黄）
- 5月9日…ミズキ[8]・八重桜[210]
- 5月10日…ペチュニア[8]
- 5月11日…ライラック[8]・リンゴ[211][212]
- 5月12日…カンパニュラ[8]・ライラック[213]（白）
- 5月13日…カーネーション（赤）[8]
- 5月14日…ペチュニア（ピンク）[8]・オダマキ[214]（紫）
- 5月15日…カーネーション（ピンク）[8]
- 5月16日…ノカンゾウ[8]
- 5月17日…ロベリア[8]・チューリップ（黄）[215]
- 5月18日…ユリノキ[8]・サクラソウ[216]
- 5月19日…クルミ[8]
- 5月20日…ハクサンチドリ[8]・カタバミ[217][218]
- 5月21日…ムクゲ[8]
- 5月22日…アワモリショウマ[8]・フクシア[219][220]
- 5月23日…カラー（白）[8]
- 5月24日…ムギワラギク[8]・ヘリオトロープ[221][222]
- 5月25日…ニチニチソウ[8]・パンジー[223]
- 5月26日…チャ[8]・オリーブ[224]
- 5月27日…カタバミ[8]・マトリカリア[225]
- 5月28日…エンレイソウ[8]
- 5月29日…セキチク[8]
- 5月30日…シラー[8]・ライラック（紫）[226][227]
- 5月31日…フジ[8]

### 6月
- 6月1日…チューベローズ[8]・バラ[228]（赤）
- 6月2日…マツヨイグサ[8]・オダマキ（赤）[229]
- 6月3日…アジサイ[8]
- 6月4日…バラ（ピンク）[8]
- 6月5日…オモダカ[8]・マリーゴールド[230]・ダリア[231]
- 6月6日…イチハツ[8]
- 6月7日…バラ（黄）[8]・クチナシ[232]
- 6月8日…ニセアカシア[8]・ジャスミン[233]
- 6月9日…ルリハコベ[8]・スイートピー[234]
- 6月10日…ホタルブクロ[8]・ヒゲナデシコ[235]
- 6月11日…ヒゲナデシコ[8]
- 6月12日…スパティフィラム[8]
- 6月13日…トケイソウ[8]・ジギタリス[236]
- 6月14日…グラジオラス（ピンク）[8]
- 6月15日…スイカズラ[8]・カーネーション[237]
- 6月16日…シャクヤク[8]・チューベローズ[238]
- 6月17日…フウセンカズラ[8]・シロツメクサ[239]
- 6月18日…タチアオイ[8]・タイム[240]
- 6月19日…バラ（赤）[8]・バラ[241](つぼみ)[242]
- 6月20日…クリ[8]・トラノオ[243]
- 6月21日…コデマリ[8]・月見草[244][245]
- 6月22日…シラン[8]・ガマズミ[246]
- 6月23日…ムラサキツユクサ[8]・ビロードアオイ[247][248]
- 6月24日…グラジオラス（紫）[8]・バーベナ[249]
- 6月25日…ウイキョウ[8]・ヒルガオ[250](ピンク）
- 6月26日…ジキタリス[8]・ライラック（白）[251]
- 6月27日…アガパンサス[8]・トケイソウ[252][253]
- 6月28日…エスカロニア[8]・ゼラニウム[254]
- 6月29日…ジャーマンアイリス[8]
- 6月30日…スカビオサ[8]

### 7月
- 7月1日…クレマチス[8]・ケシ(赤)[255]・マツバギク[256]
- 7月2日…フロックス[8]・キンギョソウ[257]・クレマチス[258]
- 7月3日…マツバギク[8]・ケシ(白)[259][260]
- 7月4日…カノコユリ[8]・モクレン(紫)[261]
- 7月5日…ハマナス[8]・ラベンダー[262][263]
- 7月6日…ツユクサ[8]・アサガオ[264][265]・ヒマワリ[266]
- 7月7日…クチナシ[8]・スグリ[267]
- 7月8日…フクリンソウ[8]・ハス[268]
- 7月9日…ボダイジュ[8]
- 7月10日…トルコギキョウ（ピンク）[8]・ホタルブクロ[269]
- 7月11日…カノコソウ[8]
- 7月12日…ノコギリソウ[8]・トルコキキョウ[270]
- 7月13日…ホテイアオイ[8]・テッポウユリ[271]
- 7月14日…ユリ（白）[8]・フロックス[272]
- 7月15日…カワラナデシコ[8]・バラ[273](ピンク)[274]
- 7月16日…ジンジャー[8]・ストック[275]
- 7月17日…ヒルガオ[8]・バラ（白）[276][277]
- 7月18日…バーベナ[8]
- 7月19日…ユリ（黄）[8]・トリカブト[278]
- 7月20日…フィソステギア[8]
- 7月21日…ネムノキ[8][279]
- 7月22日…ジャノメギク[8]・ナデシコ[280][281]
- 7月23日…ブーゲンビリア（ピンク）[8]
- 7月24日…オオマツヨイグサ[8]・エンレイソウ[282][283]
- 7月25日…トリカブト[8]・ニワトコ[284]
- 7月26日…ハルシャギク[8]・ニガヨモギ[285]・クサノオウ[286]
- 7月27日…マツバボタン[8]・ゼラニウム[287]・フウロソウ（風露草）[288]
- 7月28日…サラサドウダン[8]・ナデシコ[289]
- 7月29日…ブーゲンビリア（白）[8]・サボテン[290]
- 7月30日…トルコギキョウ（白）[8]・ボダイジュ[291]・カエンボク[292]
- 7月31日…ルドベキア[8]

### 8月
- 8月1日…オシロイバナ[8]・ミヤコワスレ[293]・ケシ（赤）[294]
- 8月2日…ハマユウ[8]・オシロイバナ[295]
- 8月3日…ヒナゲシ[8]
- 8月4日…オイランソウ[8]
- 8月5日…サルスベリ[8]・エリカ[296][297]
- 8月6日…アサガオ[8]
- 8月7日…アンスリウム（赤）[8]・ザクロ[298]（花）
- 8月8日…コウホネ[8]・アザレア[299]
- 8月9日…パンパスグラス[8]
- 8月10日…ルコウソウ[8]
- 8月11日…ゼラニウム（ピンク）[8]・ゼラニウム(赤)[300]
- 8月12日…キバナコスモス[8]・キョウチクトウ[301][302]
- 8月13日…ベロニカ[8]・キリンソウ[303]
- 8月14日…センニチコウ[8]
- 8月15日…エリンギウム[8]・ヒマワリ[304][305]
- 8月16日…トリトマ[8]
- 8月17日…オオケタデ[8]・ユリノキ[306]
- 8月18日…クコ[8]・タチアオイ[307][308]（黄）
- 8月19日…ノウゼンカズラ[8]・スイセンノウ[309]
- 8月20日…キョウチクトウ[8]・フリージア[310]
- 8月21日…サボテン[8]・金水引[311][312]
- 8月22日…ヒマワリ[8]・シモツケソウ[313]
- 8月23日…ワレモコウ[8]・ボダイジュ[314][315]
- 8月24日…トロロアオイ[8]
- 8月25日…ハイビスカス（赤）[8]・アンスリウム[316][317]
- 8月26日…ベニバナ[8]
- 8月27日…ザクロ[8]
- 8月28日…ゲッカビジン[8]・エリンギウム[318]
- 8月29日…クローバー[8]・サルスベリ[319]
- 8月30日…ツキミソウ[8]
- 8月31日…ハイビスカス（白）[8]

### 9月
- 9月1日…キキョウ[8]・トラユリ[320]
- 9月2日…マリーゴールド（黄）[8]
- 9月3日…カラジューム[8]・マーガレット[321]
- 9月4日…ナデシコ[8]・ダイコンソウ[322]
- 9月5日…ケイトウ[8]
- 9月6日…クルマユリ[8]
- 9月7日…ヘリアンサス[8]・オレンジ[323]
- 9月8日…ホウセンカ[8]
- 9月9日…オミナエシ[8]・菊・うら菊[324]
- 9月10日…ダリア[8]・えぞ菊（白）[325]
- 9月11日…ブドウ[8]・アロエ[326]
- 9月12日…フトイ[8]・クレマチス[327]
- 9月13日…クズ[8]・ヤナギ[328]
- 9月14日…アザミ[8]・マルメロ[329]
- 9月15日…サネカズラ[8]・ダリア[330]（赤）
- 9月16日…ハゲイトウ[8]・リンドウ[331]
- 9月17日…シュウカイドウ[8]・エリカ[332]（白）
- 9月18日…リンドウ（白）[8]・アザミ[333]・クジャクソウ[334]
- 9月19日…サルビア[8]
- 9月20日…リンドウ（紫）[8]・ローズマリー[335]
- 9月21日…カンナ[8]・イヌサフラン[336]
- 9月22日…アカネ[8]
- 9月23日…マンジュシャゲ[8]・イチイ[297]
- 9月24日…ダリア（黄）[8]
- 9月25日…ウラギク[8]
- 9月26日…イチイ[8]・柿[337]
- 9月27日…トレニア[8]
- 9月28日…フジバカマ[8]
- 9月29日…ススキ[8]・リンゴ[338]
- 9月30日…シュウメイギク[8]

### 10月
- 10月1日…ハギ[8]・菊（赤）[339](紅)[340]
- 10月2日…ヘレニウム[8]・アンズ[341]（花）
- 10月3日…シオン[8]・もみじ[342]・カエデ[343]
- 10月4日…レースフラワー[8]
- 10月5日…チョウセンアサガオ[8]
- 10月6日…コスモス（赤）[8]
- 10月7日…チョロギ[8]・モミ[344]・金木犀[345]
- 10月8日…ガーベラ（橙）[8]・パセリ[346]
- 10月9日…ホトトギス[8]・ウイキョウ[347][348]
- 10月10日…ジュズダマ[8]・メロン[349]（花）
- 10月11日…コリウス[8]・ミソハギ[350]
- 10月12日…ガーベラ（黄）[8]・
- 10月13日…アカンサス[8]・シモツケ[351]
- 10月14日…コスモス（白）[8]
- 10月15日…クレオメ[8]・スイートバジル[352][353]
- 10月16日…マリーゴールド（橙）[8]・コケバラ[354]
- 10月17日…フヨウ[8]・ブドウ[355]（花）
- 10月18日…ミソハギ[8]・ツルコケモモ[356]
- 10月19日…アキノキリンソウ[8]・ホウセンカ[357]（紅）[358]
- 10月20日…ニシキギ[8]・麻[359]
- 10月21日…チトニア[8]・アザミ[360]
- 10月22日…コスモス（ピンク）[8]・アオキ[361]・オモダカ[362]
- 10月23日…ゼフィランサス[8]
- 10月24日…ガーベラ（ピンク）[8]・梅[363]
- 10月25日…ミセバヤ[8]・カエデ[364]
- 10月26日…イチョウ[8]・スイバ[365]
- 10月27日…ツリフネソウ[8]・野ばら[366]
- 10月28日…ホップ[8]
- 10月29日…アゲラタム[8]・ゲッカビジン[367]
- 10月30日…スイレン[8]・ロベリア[368][369]
- 10月31日…モミジ[8]

### 11月
- 11月1日…アケビ[8]・西洋カリン[370]
- 11月2日…キンモクセイ[8]・ルピナス[371]
- 11月3日…キク（黄）[8]・ブリオニア[372]
- 11月4日…ムラサキシキブ[8]・コタニワタリ[373]
- 11月5日…サザンカ（白）[8]・マツバギク[374]・マツバボタン[375]
- 11月6日…センノウ[8]・フジバカマ[376]
- 11月7日…ユーカリ[8]・タンジー[377]
- 11月8日…ヒイラギ[8]・センノウ[378]
- 11月9日…ルピナス[8]・ミルラ（花）[379]
- 11月10日…ブバリア（ピンク）[8]・フヨウ[380]
- 11月11日…マユミ[8]・椿（白）[381]
- 11月12日…ワックスフラワー[8]・レモン[382]（花）[383]
- 11月13日…ハシバミ[8]・ナナカマド[384]
- 11月14日…アジアンタム[8]・松[385]（花）
- 11月15日…ヤマユリ[8]・オレガノ[386]
- 11月16日…サザンカ（赤）[8]・クリスマスローズ[387]
- 11月17日…ベゴニア（赤）[8]
- 11月18日…ナナカマド[8]・ヤマユリ[388]
- 11月19日…オトギリソウ[8]・[389]
- 11月20日…カラスウリ[8]・月下美人[390]
- 11月21日…オキザリス[8]
- 11月22日…アロエ[8]
- 11月23日…キク（白）[8]・シダ[391]
- 11月24日…ペペロミア[8]・ガマズミ[392][393]
- 11月25日…セントポーリア[8]・リュウスコチナス[394]
- 11月26日…ラケナリア[8]
- 11月27日…キク（赤）[8]
- 11月28日…オンシジューム[8]・エゾギク[395]
- 11月29日…ベゴニア（白）[8]
- 11月30日…ユーチャリス[8]・枯れ葉[396]・アツモリソウ[397]

### 12月
- 12月1日…カランコエ[8]
- 12月2日…ドラセナ[8]・シネラリア[398]・コケ[399]
- 12月3日…ファレノプシス[8]・ベラドンナ[400]・ラベンダー[401]
- 12月4日…ハボタン[8]・スイバ[402]
- 12月5日…ナンテン[8]・ツワブキ[403]・アンブロシア[404]
- 12月6日…センナリホウズキ[8]・ヒイラギ（柊）[403]・ユキノシタ[405]
- 12月7日…ウメモドキ[8]・セントポーリア（アフリカスミレ）[403]・ラケナリア[406]
- 12月8日…シクラメン（白）[8]・茶の木[407]・ヨシ[408]
- 12月9日…グロリオサ[8]
- 12月10日…シャコバサボテン[8]・椿(赤)[409]
- 12月11日…ホーリー[8]
- 12月12日…ムラサキハナナ[8]・ワタ[410]
- 12月13日…デンドロビウム[8]・菊（紫紅）[411]
- 12月14日…サイネリア（紫）[8]
- 12月15日…カトレア（黄）[8]・バラ（赤）[412]・ジンチョウゲ[413]
- 12月16日…ストレリチア[8]・ハンノキ[414]
- 12月17日…ツワブキ[8]・ビワ[415]
- 12月18日…リカステ[8]・セージ[416]
- 12月19日…オモト[8]・カガリビバナ[415]・スノーフレーク[417]
- 12月20日…クンシラン[8]・パイナップル[418]
- 12月21日…コルチカム[8]・ミント[419]
- 12月22日…シクラメン（赤）[8]・ショウジョウボク[420][421]・ヒャクニチソウ[422]
- 12月23日…カトレア（紫）[8]・プラタナス[423]
- 12月24日…モミ[8]・ヤドリギ[424]
- 12月25日…ポインセチア（赤）[8]・ヒイラギ[425]
- 12月26日…クリスマスローズ[8][426]・フユベゴニア[427]
- 12月27日…ヤブコウジ[8]・パフィオペディルム[428]
- 12月28日…パフィオペディルム[8]・ザクロ[429]
- 12月29日…ポインセチア（白）[8]・ホオズキ[430]
- 12月30日…アナナス[8]・ベニベンケイ[431]
- 12月31日…センリョウ[8]・ヒノキ[432]